# 2016年摩納哥大獎賽
2016年摩納哥大獎賽（英語：2016 Monaco Grand Prix），官方名稱為2016年一級方程式賽車摩納哥大獎賽（法語：Formula 1 Grand Prix de Monaco 2016），是2016年5月29日舉辦於摩納哥的一場一級方程式賽車賽事。比賽在摩納哥賽道進行，總計78圈。這是2016年世界一級方程式錦標賽的第6場分站賽事。同時也是第74屆，以及自1950年併入世界錦標賽後的第63屆摩納哥大獎賽。
尼可·羅斯堡為本站的衛冕冠軍，曾連續三度在摩納哥贏得冠軍，他也將可望成為艾爾頓·冼拿後第二位連續四場贏得摩納哥大獎賽的車手。羅斯堡在車手積分榜上帶著領先法拉利車手奇米·雷克南39分的差距來到本站，羅斯堡的車隊梅賽德斯則在製造商積分榜領先法拉利48分。
週六的排位賽中，紅牛的丹尼爾·里卡多取得生涯首座桿位。經過事故多端的正賽後，梅賽德斯的路易斯·漢米爾頓超越未能在維修站及時換胎的里卡多，取得分站冠軍。塞吉歐·培瑞茲為印度威力登上頒獎台，這是該隊本季首度以前三名完賽。印度威力繼2015年俄羅斯大獎賽後再度登上頒獎台。

## 賽事簡報

### 背景

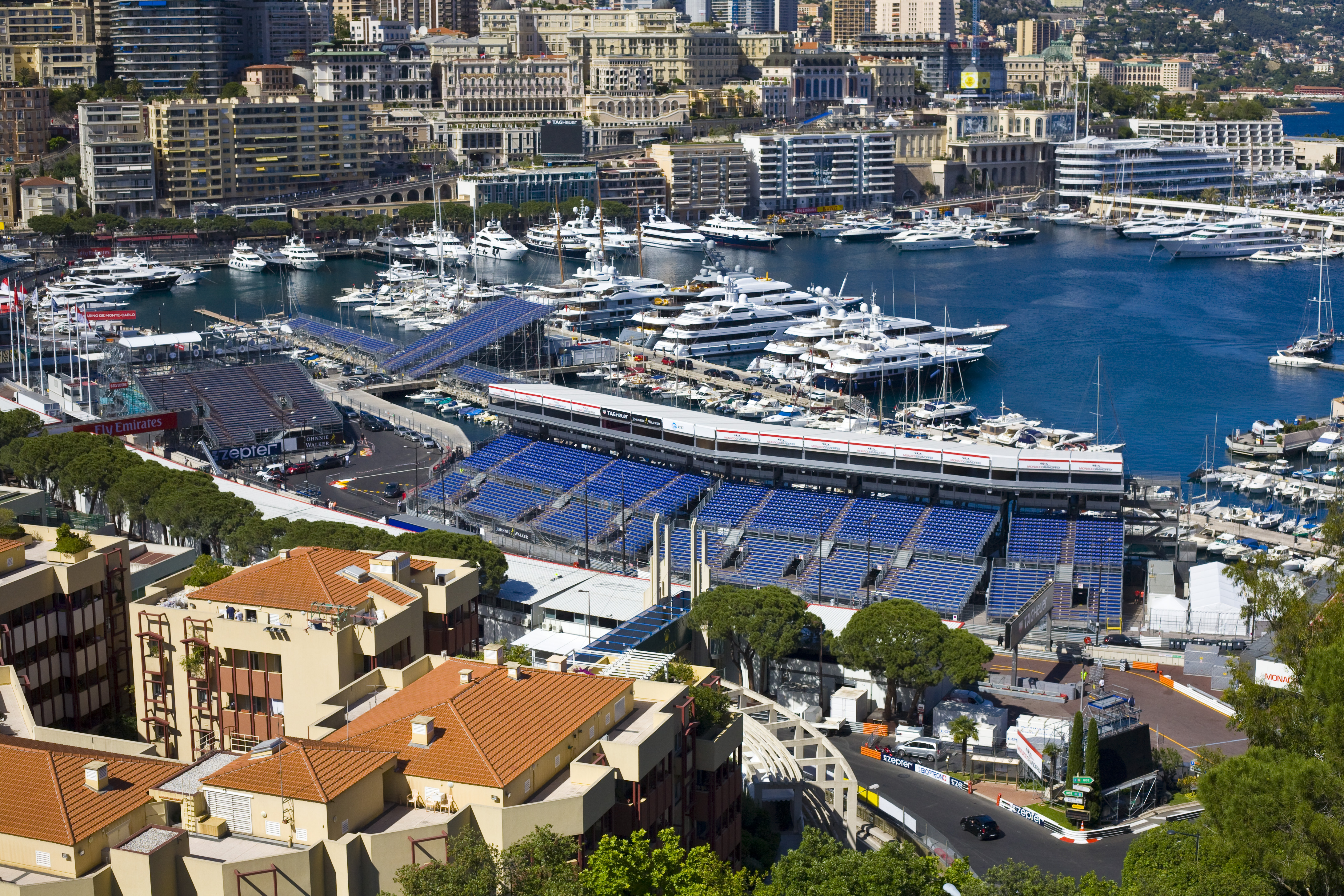
比賽週末前不久的泳池與拉斯卡塞（Rascasse）賽道路段

費爾南多·阿隆索的車輛更換一具新的改版內燃機，這是他本季五具免受罰配額中的第三具。動力單元供應商本田強調他們尚未使用任何更動到單元的開發配額，僅僅是提升其可靠性。該隊也配備了新的電池與電子控制單元，同樣是為了提升車輛的可靠性。經過前一場分站後，在巴塞隆納-加泰隆尼亞賽道為期兩日的測試期間，雷諾引進新版的動力單元，車手凱文·馬格努森在測試後表示滿意，稱新的單元在動力與駕駛性能方面皆向前邁進了一步。他呼籲車隊提前在摩納哥分站便使用此動力單元，不必等到最初計劃的下一場加拿大分站。最終，雷諾決定在本站使用，但他們僅能為其廠隊與以豪雅冠名使用的紅牛各提供一具單元。這兩具單元最終給予了雷諾的馬格努森與紅牛的丹尼爾·里卡多。
在兩週前的西班牙發生備受爭議的撞車並雙雙退賽後，積分領先的梅賽德斯車隊與其車手尼可·羅斯堡和路易斯·漢米爾頓備受關注。車隊堅決表示這起事件不能再重蹈覆轍，該隊的動力運動主管托托·沃爾夫說：「我們無法承受失誤，所以我們必須保持團結、保持堅強並在這個週末用力反擊。」羅斯堡可望憑藉這場勝利，成為繼艾爾頓·冼拿後首位連續四度贏得摩納哥大獎賽的車手，而漢米爾頓在此賽道卻是一連串的糟糕成績，僅曾在2008年取得一勝。在去年賽事中，漢米爾頓因為在安全車階段一次錯誤的進站決策，使他丟失了他自信勝券在握的冠軍。
這場分站將能見到倍耐力全新的極軟胎配方首度亮相，另外，本站也將提供超軟胎與軟胎配方。根據2016年賽季規則，車手須在兩個最軟的配方中各保留一套供正賽使用，以及一套極軟胎供第三階段排位賽使用（若他們能晉級）。剩餘的十套則由車手自由決定。過去為了讓現場觀眾與電視觀眾能夠輕鬆地辨識車手，國際汽聯要求車手不得變更頭盔設計，但是自這場比賽起，國際汽聯放寬了變更塗裝的限制，允許車手在每一賽季的一次比賽週末使用特殊塗裝的頭盔。因此，費利佩·馬薩的頭盔多出了塗鴉藝術家雙胞胎的插畫，其隊友維爾特利·鮑達斯則充滿賭場風格，哈斯車手羅曼·格羅斯讓透過他的頭盔悼念已故的儒勒·比安奇。

### 自由練習賽

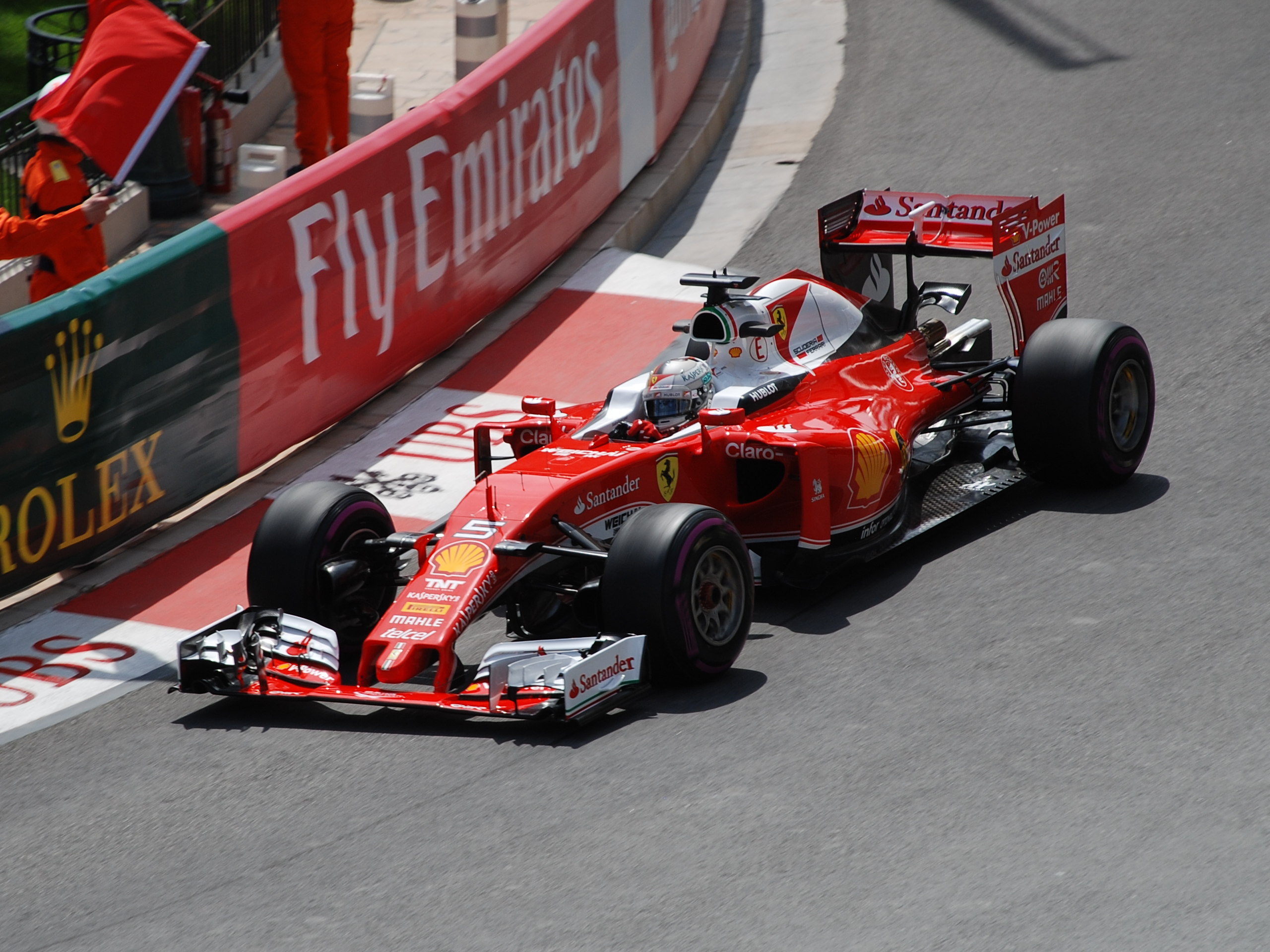
賽巴斯蒂安·維泰爾是第三階段練習賽的最快車手。

根據2016年賽季的規則，在週六排位賽之前將舉辦兩場90分鐘及一場60分鐘的練習賽。前兩階段通常在週五舉行，但摩納哥分站為了盡量減低封路對當地民眾造成的困擾，將這兩場練習賽提前至週四進行。在週四上午的第一階段中，路易斯·漢米爾頓以1:15.537的成績領先群雄，與其隊友尼可·羅斯堡保有0.1秒的差距。緊追其後的賽巴斯蒂安·維泰爾落後漢米爾頓約半秒，紅牛的丹尼爾·里卡多與馬克斯·維斯塔潘填補了前五名的剩餘名額。效力紅牛二隊的丹尼爾·科維亞特位居第6，是最後一名與漢米爾頓相差一秒以內的車手。他是前段班車手中唯一一位使用超軟胎，而非以較快的極軟胎做出圈速的車手。此階段出現幾次事故：經過24分鐘後，費利佩·馬薩在1號彎撞上護欄，撞壞了他的車並引出虛擬安全車（VSC）。隨後，路易斯·漢米爾頓在同一地點鎖死煞車，不過，他順利進入緩衝區而未碰撞護欄。一些車手也曾在1號彎遭遇驚險的情況，但在此階段倒數3分鐘發生一起較嚴重的事故：1號彎附近的一個水溝蓋鬆動，刺穿羅斯堡的左後輪，並損壞詹森·巴頓的麥拉倫MP4-31，導致練習賽進入紅旗階段，最終也宣告結束。
週四下午的第二階段練習賽中，里卡多以1:14.607的成績成為全場最快的車手，領先位居第2的漢米爾頓半秒。羅斯堡與維斯塔潘分別取得第3與第4名，皆與里卡多相差一秒以內。維爾特利·鮑達斯與費利佩·馬薩兩位威廉斯車手表現欠佳，僅以第14及16名作收。法拉利車隊中，奇米·雷克南以第7名的成績領先隊友，其隊友維泰爾在此階段發生一些意外，最終僅排在第9名。他在米拉波（Mirabeau）彎打滑，撞壞了他的後尾翼，隨後在重回賽道後又在1號彎撞牆，使得輪圈受損。VSC階段曾在羅曼·格羅斯讓於隧道出口撞上外側護欄後出動。接著，里奧·哈里恩多在同一處撞上內側護欄，以及凱文·馬格努森在最後一彎撞車，使得額外的兩次VSC階段接踵而至。
週六上午的第三階段練習賽，賽巴斯蒂安·維泰爾寫下最快圈速，領先第2的漢米爾頓約0.01秒。尼可·羅斯堡及丹尼爾·里卡多緊追在後，雙方皆跑與維泰爾相差0.2秒之內。儘管馬克斯·維斯塔潘曾在賭場彎發生微小的碰撞，因鎖死輪胎而稍稍擦碰牆壁，但他依然能夠拿下第5名。紅牛二隊再度取得不錯的成績，兩位車手皆跑在前10名以內。雷諾則有著完全不同的命運，兩位車手皆發生意外，其中，喬里昂·帕爾默曾在泳池段撞車，阻礙了漢米爾頓的其中一趟計時圈。

### 排位賽

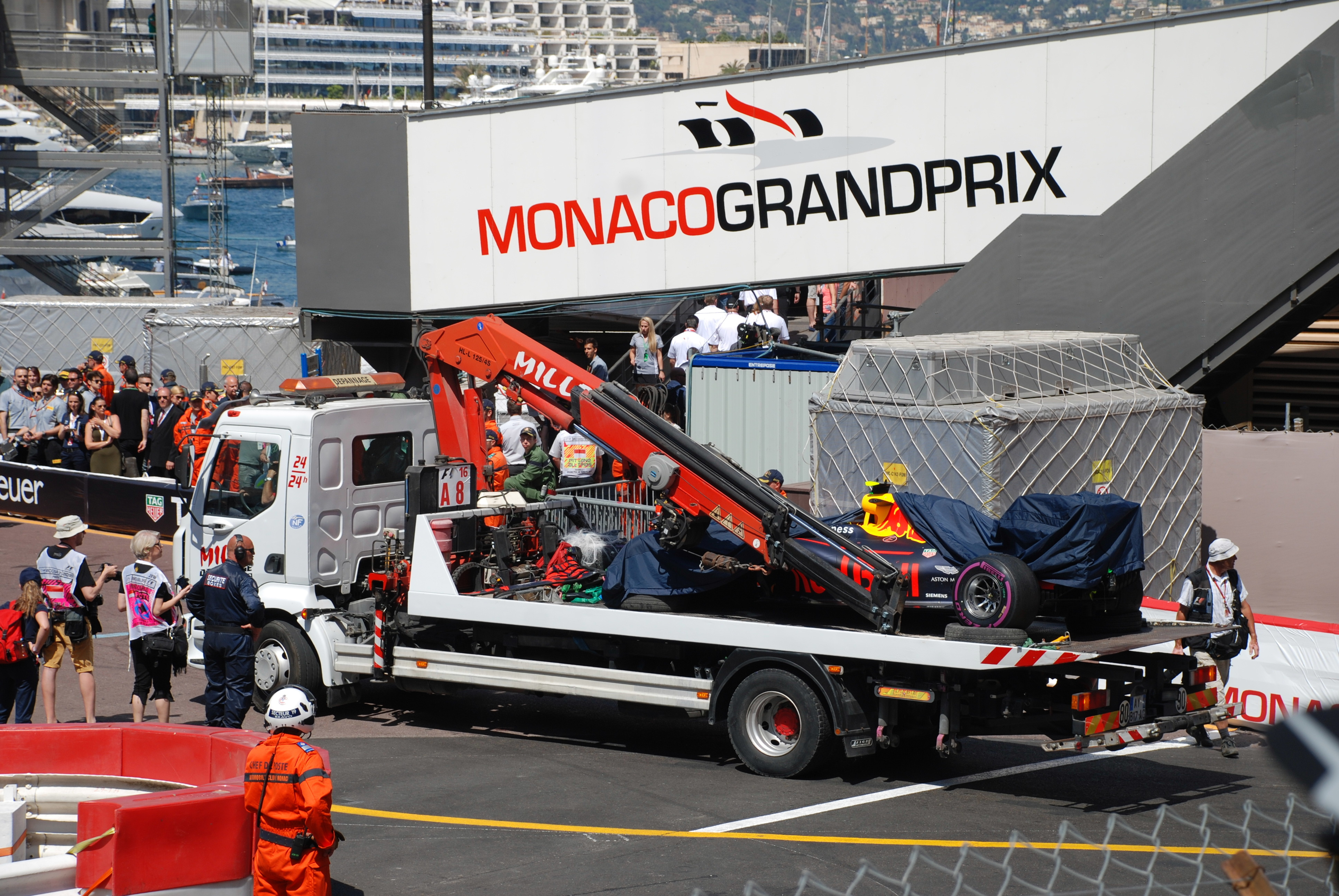
馬克斯·維斯塔潘遺留在賽道上的殘骸被清除。

排位賽共包含三個部分，各個階段分別長18、15、12分鐘，前兩階段各淘汰五名車手。在第一階段排位賽（Q1）中，費利佩·納斯爾因為引擎故障而停在隧道出口，使得排位賽在開始不久後便被中斷。賽會也因此出動紅旗，以便清除納斯爾停在賽道上的車輛。排位賽重新展開後，除了兩位印度威力車手以外的所有車手，皆使用極軟胎來做出他們的首個計時圈。馬克斯·維斯塔潘最後一位做出圈速，但是，他因為擦碰到泳池彎的護欄而撞牆，造成紅旗再度被部署。此階段排位賽恢復後，里奧·哈里恩多與帕斯卡·維爾莱茵兩位馬諾車手，以及喬里昂·帕爾默和马库斯·埃里克松無法做出更佳的成績，加入了納斯爾及維斯塔潘的淘汰行列。另一方面，凱文·馬格努森勉強進入Q2，但因為駛出關閉中的維修道遭到調查。
到了第二階段排位賽，路易斯·漢米爾頓寫下比賽週末至今的最快圈速，領先隊友羅斯堡約半秒。同時，丹尼爾·里卡多用較硬的軟胎寫下他的最快圈速，意味著正賽當日若為晴天，他將能夠使用這套軟胎起跑。在排位後端，威廉斯車隊陷入窘境，維爾特利·鮑達斯及費利佩·馬薩皆無法晉級Q3，分別止步於第11及第14位。另外，伊斯班·古鐵雷斯、詹森·巴頓、羅曼·格羅斯讓及馬格努森也遭淘汰。

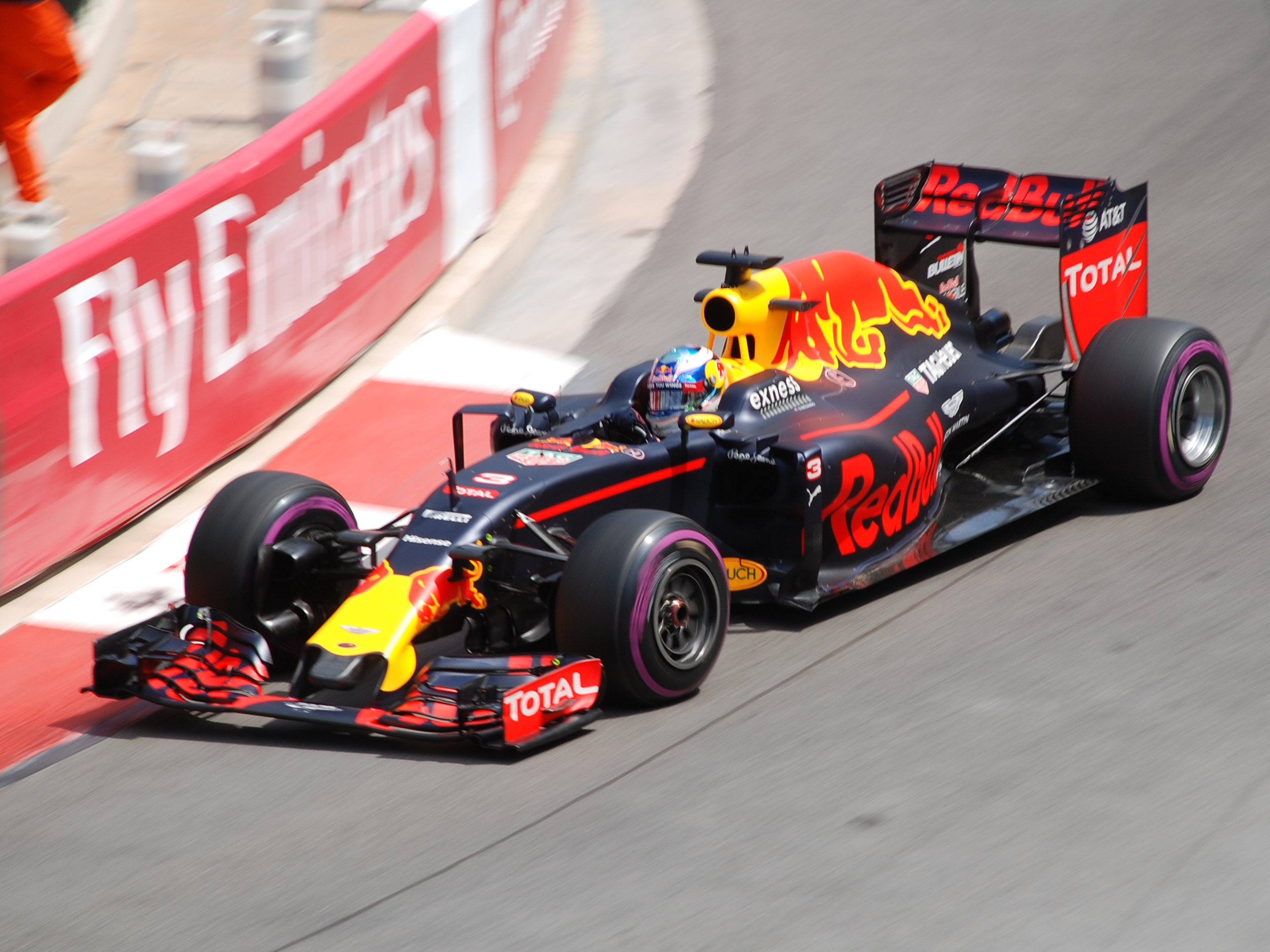
丹尼爾·里卡多達成他生涯的首座桿位。

第三階段排位賽展開，路易斯·漢米爾頓的車輛失去動力，停在了維修道邊上，隨後由車隊工作人員推回車庫。他終究能夠重返賽場，在放棄幾趟的計時圈後，在最後一刻做出他的最佳時間，並取得第3的排位。最終，里卡多擊敗他並取得桿位，更領先第2位的羅斯堡約0.3秒，與位居第4的維泰爾也有將近1秒之差。尼可·賀根堡在奇米·雷克南面前奪下第5位，雷克南因為更換變速箱遭罰退5位，將從第11位發車。小卡洛斯·塞恩斯、塞吉歐·培瑞茲、丹尼爾·科維亞特及費爾南多·阿隆索依序填補了前10名剩餘的排位。

### 排位賽後
排位賽結束後，比賽幹事決定不懲處擅自離開維修站的馬格努森，因為紅燈在他過線前0.55秒才亮起。雖然科維亞特的車輛未能通過強制性的前底板形變測試，但他同樣免於受罰。因為車隊提供的證據顯示，底盤的不平整是受到來自賽道的外力衝擊，使得他保住第8名的排位成績。

### 正賽

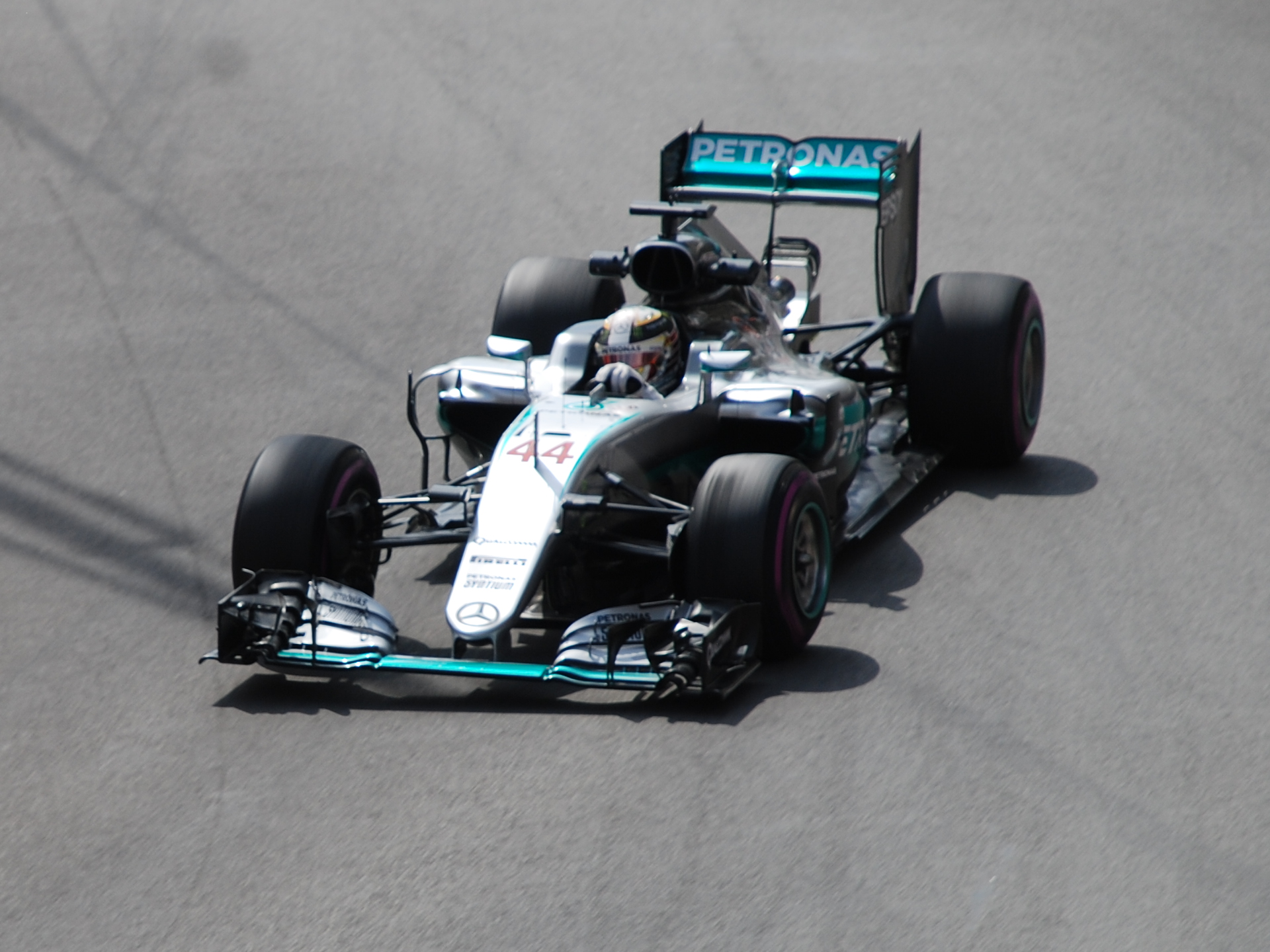
路易斯·漢米爾頓為梅賽德斯車隊拿下分站冠軍。

因為正賽開始前不久開始的降雨，起跑程序在安全車的帶領下進行，也迫使各車手更換全雨胎上陣。隨著里卡多在安全車後帶領著全場車手，丹尼爾·科維亞特向車隊抱怨車輛存在著技術問題，並在第2圈進入維修站。他更換一個全新的方向盤，重返賽場時已被所有車手套圈。比賽在第7圈正式展開，里卡多成功守住他的領先地位，凱文·馬格努森在此圈結束時進站換上半雨胎，但他的隊友喬里昂·帕爾默在隔一圈壓到濕滑的斑馬線後打滑撞車，顯示出賽道仍舊相當濕滑，同時也帶出了虛擬安全車。更多的車手在接下來幾圈選擇換上半雨胎。到了第12圈，奇米·雷克南在洛伊斯（Loews）髮夾彎撞上護欄，阻擋了格羅斯讓的路線並損壞他自己的前鼻翼。雷克南拖行的鼻翼駛出隧道，將車輛停在10號彎的邊上並以退賽收場。同時，里卡多在前方一馬當先，第13圈時，與位居第2的羅斯堡相差10秒以上。一圈後，前段班的車手中，賽巴斯蒂安·維泰爾率先進站更換半雨胎。羅斯堡的速度始終上不來，他在第16圈時讓漢米爾頓超越，但此時的差距已經被擴大至13秒。
到了第12圈，羅斯堡進站換上半雨胎，獨留領先的里卡多與漢米爾頓繼續使用全雨胎。里卡多在第24圈進站，但漢米爾頓依舊留在場上，選擇繼續使用這套雨胎，待賽道變乾後直接更換光頭胎。在此期間，從第12位起跑維斯塔潘已經力爭至前10名。在接下來的幾圈內，里卡多逐漸縮小與領先車手漢米爾頓間的差距，在第28圈已來到半秒差之內。在這兩位領先者之後的是羅斯堡、培瑞茲及維泰爾。這場比賽的關鍵時刻在漢米爾頓於第31圈進站換上光頭胎後到來。此時，里卡多也在下一圈跟進，但他的維修站工作人員卻未準備齊全，導致他在此浪費了大把時間，並將第1名的位置拱手讓給些微領先的漢米爾頓。塞吉歐·培瑞茲同樣也靠著第二次進站得利，他在出站後取得第3名。羅斯堡被更換乾胎的維泰爾及阿隆索超越，落至第6名。第34圈，里卡多嘗試超車漢米爾頓，但卻遭到阻擋。

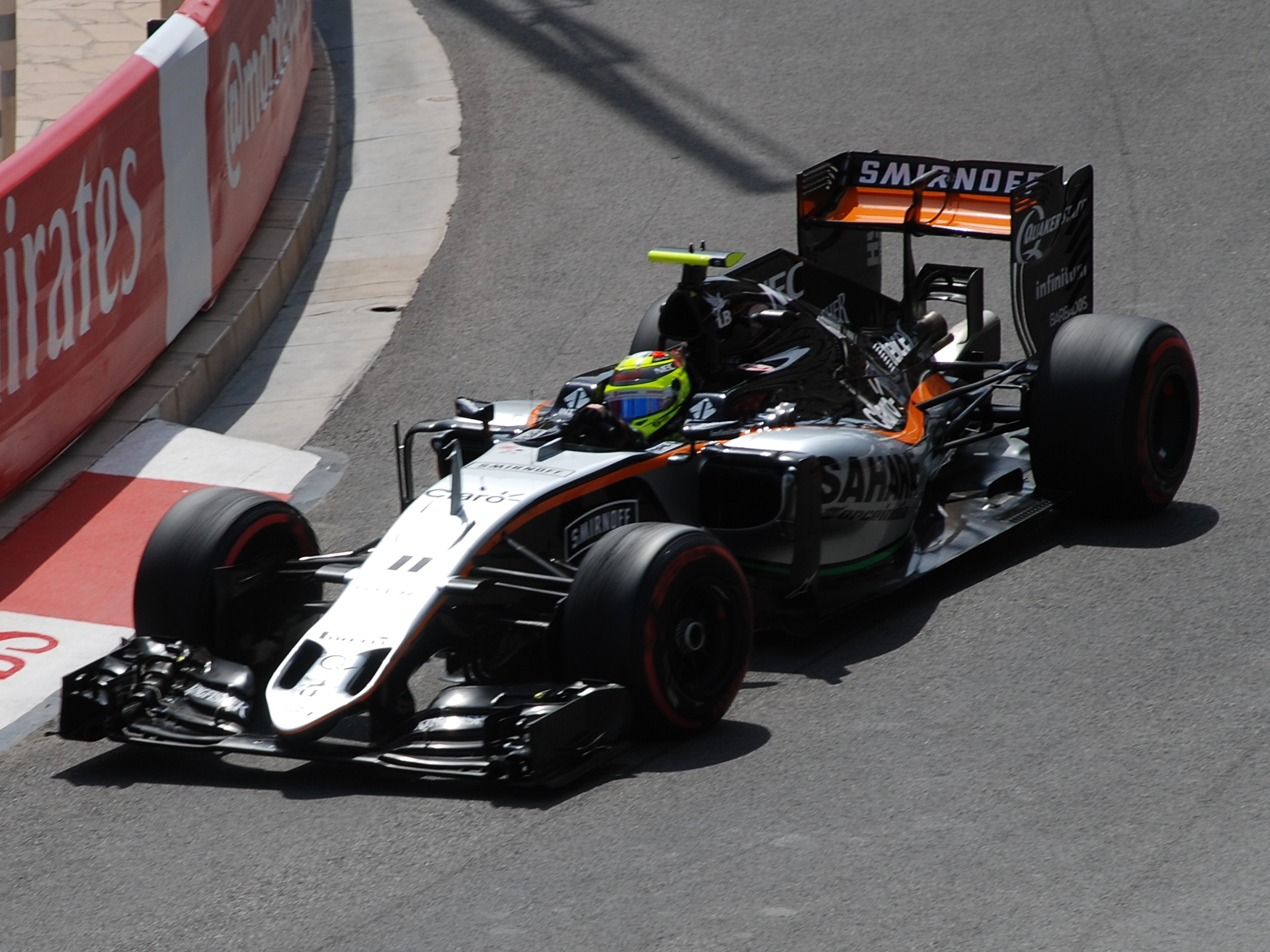
塞吉歐·培瑞茲取得第3名，印度威力本賽季首度登上頒獎台。

維斯塔潘在第34圈鎖死輪胎並撞上護欄，造成虛擬安全車再度出動。虛擬安全車在第37圈結束，里卡多試著奪回領先卻又失敗。到了隧道出口的減速彎，漢米爾頓過晚煞車而在彎角切西瓜，又在出彎後阻擋里卡多，讓後者透過無線電向車隊抱怨這項舉動。雖然賽會對這起事件展開調查，但最終的決定是不對漢米爾頓採取任何行動。此時的前10名車手依序為：漢米爾頓、里卡多、培瑞茲、維泰爾、阿隆索、羅斯堡、賀根堡、塞恩斯、巴頓及古鐵雷斯。前4名車手更遙遙領先後方的其他車手。到了第50圈，費利佩·納斯爾忽略禮讓隊友埃里克森的車隊指令後，兩輛薩伯在拉斯卡塞（Rascasse）彎相撞。虛擬安全車在兩輛薩伯進站維修時部署，但兩位車手在幾圈後皆宣告退賽。前方集團的名次依舊維持不變。第68圈，因為起跑直道上出現一個大塑膠袋，虛擬安全車第四度啟動。此時，漢米爾頓已經開始擴大他與里卡多間的差距，並在第71圈寫下本場賽事的最快圈速紀錄。比賽倒數3圈，天空再度降雨，但直到方格旗揮舞，沒有任何車手更換輪胎。漢米爾頓衝線取得分站冠軍，後方跟進的則為里卡多與培瑞茲。維泰爾以第4名作收，阿隆索位居第5。然而，羅斯堡卻在終點線前被超車，將第6名拱手讓給了尼可·賀根堡。

## 賽事結果

### 排位賽成績
| 名次               | 車號 | 車手              | 車隊              | 第一階段 | 第二階段 | 第三階段 | 發車位 |
| ------------------ | ---- | ----------------- | ----------------- | -------- | -------- | -------- | ------ |
| 1                  | 3    | 丹尼爾·里卡多     | 紅牛-豪雅         | 1:14.912 | 1:14.357 | 1:13.622 | 1      |
| 2                  | 6    | 尼可·羅斯堡       | 梅賽德斯          | 1:14.873 | 1:14.043 | 1:13.791 | 2      |
| 3                  | 44   | 路易斯·漢米爾頓   | 梅賽德斯          | 1:14.826 | 1:14.056 | 1:13.942 | 3      |
| 4                  | 5    | 賽巴斯蒂安·維泰爾 | 法拉利            | 1:14.610 | 1:14.318 | 1:14.552 | 4      |
| 5                  | 27   | 尼可·賀根堡       | 印度威力-梅賽德斯 | 1:15.333 | 1:14.989 | 1:14.726 | 5      |
| 6                  | 7    | 奇米·雷克南       | 法拉利            | 1:15.499 | 1:14.789 | 1:14.732 | 111    |
| 7                  | 55   | 小卡洛斯·塞恩斯   | 紅牛二隊-法拉利   | 1:15.467 | 1:14.805 | 1:14.749 | 6      |
| 8                  | 11   | 塞吉歐·培瑞茲     | 印度威力-梅賽德斯 | 1:15.328 | 1:14.937 | 1:14.902 | 7      |
| 9                  | 26   | 丹尼爾·科維亞特   | 紅牛二隊-法拉利   | 1:15.384 | 1:14.794 | 1:15.273 | 8      |
| 10                 | 14   | 費爾南多·阿隆索   | 麥拉倫-本田       | 1:15.504 | 1:15.107 | 1:15.363 | 9      |
| 11                 | 77   | 維爾特利·鮑達斯   | 威廉斯-梅賽德斯   | 1:15.521 | 1:15.273 |          | 10     |
| 12                 | 21   | 伊斯班·古鐵雷斯   | 哈斯-法拉利       | 1:15.592 | 1:15.293 |          | 12     |
| 13                 | 22   | 詹森·巴頓         | 麥拉倫-本田       | 1:15.554 | 1:15.352 |          | 13     |
| 14                 | 19   | 費利佩·馬薩       | 威廉斯-梅賽德斯   | 1:15.710 | 1:15.385 |          | 14     |
| 15                 | 8    | 羅曼·格羅斯讓     | 哈斯-法拉利       | 1:15.465 | 1:15.571 |          | 15     |
| 16                 | 20   | 凱文·馬格努森     | 雷諾              | 1:16.253 | 1:16.058 |          | 16     |
| 17                 | 9    | 马库斯·埃里克松   | 薩伯-法拉利       | 1:16.299 |          |          | 17     |
| 18                 | 30   | 喬里昂·帕爾默     | 雷諾              | 1:16.586 |          |          | 18     |
| 19                 | 88   | 里奧·哈里恩多     | 馬諾-梅賽德斯     | 1:17.295 |          |          | 19     |
| 20                 | 94   | 帕斯卡·維爾莱茵   | 馬諾-梅賽德斯     | 1:17.452 |          |          | 20     |
| 107%時間：1:19.832 |      |                   |                   |          |          |          |        |
| —                  | 33   | 馬克斯·維斯塔潘   | 紅牛-豪雅         | 1:22.467 |          |          | PL2 3  |
| —                  | 12   | 費利佩·納斯爾     | 薩伯-法拉利       | 未作時間 |          |          | PL2    |
| 來源：             |      |                   |                   |          |          |          |        |

註記：
- ^1  — 奇米·雷克南因更換變速箱，須接受五位罰退。 [33]
- ^2  — 費利佩·納斯爾與馬克斯·維斯塔潘未能在Q1做出在最快圈速107%之內的成績。他們須經過比賽幹事的准許才得以出賽。[34]
- ^3  — 紅牛車隊決定讓維斯塔潘從維修道起跑。[35]

### 正賽成績
| 名次   | 車號 | 車手              | 車隊              | 圈數 | 時間/退賽   | 發車位 | 積分 |
| ------ | ---- | ----------------- | ----------------- | ---- | ----------- | ------ | ---- |
| 1      | 44   | 路易斯·漢米爾頓   | 梅賽德斯          | 78   | 1:59:29.133 | 3      | 25   |
| 2      | 3    | 丹尼爾·里卡多     | 紅牛-豪雅         | 78   | +7.252      | 1      | 18   |
| 3      | 11   | 塞吉歐·培瑞茲     | 印度威力-梅賽德斯 | 78   | +13.825     | 7      | 15   |
| 4      | 5    | 賽巴斯蒂安·維泰爾 | 法拉利            | 78   | +15.846     | 4      | 12   |
| 5      | 14   | 費爾南多·阿隆索   | 麥拉倫-本田       | 78   | +1:25.076   | 9      | 10   |
| 6      | 27   | 尼可·賀根堡       | 印度威力-梅賽德斯 | 78   | +1:32.999   | 5      | 8    |
| 7      | 6    | 尼可·羅斯堡       | 梅賽德斯          | 78   | +1:33.290   | 2      | 6    |
| 8      | 55   | 小卡洛斯·塞恩斯   | 紅牛二隊-法拉利   | 77   | +1圈        | 6      | 4    |
| 9      | 22   | 詹森·巴頓         | 麥拉倫-本田       | 77   | +1圈        | 13     | 2    |
| 10     | 19   | 費利佩·馬薩       | 威廉斯-梅賽德斯   | 77   | +1圈        | 14     | 1    |
| 11     | 21   | 伊斯班·古鐵雷斯   | 哈斯-法拉利       | 77   | +1圈        | 12     |      |
| 121    | 77   | 維爾特利·鮑達斯   | 威廉斯-梅賽德斯   | 77   | +1圈        | 10     |      |
| 13     | 8    | 羅曼·格羅斯讓     | 哈斯-法拉利       | 76   | +2圈        | 15     |      |
| 14     | 94   | 帕斯卡·維爾萊茵   | 馬諾-梅賽德斯     | 76   | +2圈2       | 20     |      |
| 15     | 88   | 里奧·哈里恩多     | 馬諾-梅賽德斯     | 74   | +4圈        | 18     |      |
| Ret    | 9    | 马库斯·埃里克松   | 薩伯-法拉利       | 56   | 碰撞        | 17     |      |
| Ret    | 12   | 費利佩·納斯爾     | 薩伯-法拉利       | 54   | 碰撞        | PL     |      |
| Ret    | 33   | 馬克斯·維斯塔潘   | 紅牛-豪雅         | 38   | 事故        | PL     |      |
| Ret    | 20   | 凱文·馬格努森     | 雷諾              | 36   | 事故        | 16     |      |
| Ret    | 26   | 丹尼爾·科維亞特   | 紅牛二隊-法拉利   | 24   | 方向盤      | 8      |      |
| Ret    | 7    | 奇米·雷克南       | 法拉利            | 15   | 事故        | 11     |      |
| Ret    | 30   | 喬里昂·帕爾默     | 雷諾              | 12   | 事故        | 18     |      |
| 來源： |      |                   |                   |      |             |        |      |

註記：
- ^1  — 維爾特利·鮑達斯最初以第11名完賽，但是，他因為撞上伊斯班·古鐵雷斯，在賽後接受10秒的加罰。
- ^2  — 帕斯卡·維爾萊茵因為忽視藍旗而受10秒加罰，另外，又因在虛擬安全車階段超速而再受額外的10秒加罰。

## 賽後排名
|   | 名次 | 車手              | 積分 |
| - | ---- | ----------------- | ---- |
|   | 1    | 尼可·羅斯堡       | 106  |
| 1 | 2    | 路易斯·漢米爾頓   | 82   |
| 2 | 3    | 丹尼爾·里卡多     | 66   |
| 2 | 4    | 奇米·雷克南       | 61   |
| 1 | 5    | 賽巴斯蒂安·維泰爾 | 60   |

|   | 名次 | 車隊              | 積分 |
| - | ---- | ----------------- | ---- |
|   | 1    | 梅賽德斯          | 188  |
|   | 2    | 法拉利            | 121  |
|   | 3    | 紅牛-豪雅         | 112  |
|   | 4    | 威廉斯-梅賽德斯   | 66   |
| 2 | 5    | 印度威力-梅賽德斯 | 37   |

- 註記：僅列出前五名。